# Чалеевы
Чалеевы (Челеевы) — древний дворянский род из Тверских бояр.
Род дворян Чалеевых был записан Губернским дворянским депутатским собранием в VI часть дворянской родословной книги Костромской губернии Российской империи и был утверждён Герольдией Правительствующего Сената в древнем (столбовом) дворянстве.

## Происхождение и история рода
Предок рода Юрий Лозынич, выехал из Волынской земли в Тверь  в первой половине XIV века. Его сын Гаврила Юрьевич боярин великого Тверского князя Василия Михайловича (1348-1367), имел внука Фёдора Ивановича Челея, от которого пошли Челеевы.
Согласно летописным свидетельствам, история дворянского рода этой фамилии восходит к XVII веку и начинается от Нестера (Несмеяна) Ивановича Чалеева, отличившегося во время русско-польской войны и, особенно, при осаде города Смоленска в 1654 году. Потомки рода жалованы поместьями (1655).
Однородцами Челеевых являются: Бороздины, Пусторослевы, Шишковы, Ошурковы. Колединские, Машуткины, Житовы, Кашинцовы, Борисовы и Борисовы-Бороздины.

## Описание герба
Щит разделён на четыре части, из них в первой и четвёртой части в золотом поле находятся воин на белом коне с поднятым мечем, скачущий в левую сторону (польский герб Погоня) и человек, раздирающий челюсти медведя. Во второй и третьей части в красном поле изображены: серебряный полумесяц, рогами обращённый в правую сторону, около которого три серебряных шестиугольных звезды (изм. польский герб Ксежиц) и негр, держащий в правой руке копьё.
Щит увенчан дворянскими шлемом и короною с тремя на оной страусовыми перьями. Намёт на щите золотой, подложенный красным. Щитодержатели: с правой стороны конь, а с левой чёрный медведь.
Герб этого дворянского рода был записан в Часть X Общего гербовника дворянских родов Всероссийской империи, страница 61.